# Electrocuting an Elephant
Electrocuting an Elephant ist ein Dokumentarfilm, der von Jacob Blair Smith oder Edwin S. Porter gedreht wurde und die Hinrichtung des Zirkuselefanten Topsy zeigt. Der Film wurde am 4. Januar 1903 gedreht und am 12. Januar 1903 von der Edison Manufacturing Company veröffentlicht.

## Filminhalt
Der ehemalige Zirkuselefant Topsy wird auf einen Platz geführt, um dort an der Electrocution zu sterben. Im Film sind drei Männer zu sehen, die das Tier begleiten. Dann wird dem Tier Strom durch den Körper geleitet.

## Hintergrund
Der Elefant tötete in den Jahren 1900 bis 1901 drei Männer. Eines der Opfer war einer seiner Wärter, der das Tier laut mehreren Berichten mit brennenden Zigarettenstummeln gequält haben soll. Nachdem Topsys letzter Pfleger Frederick Ault sie im alkoholisierten Zustand aus dem Luna Park in die Stadt geführt hatte, war ihr Schicksal besiegelt. Sie sollte eigentlich durch Hängen sterben, aber Tierschützer konnten für Topsy eine andere Todesart erwirken, und so starb sie durch die Electrocution, die von der New York Edison Company im Auftrag der Tiereigner durchgeführt wurde. Das Unternehmen war 1903 nicht mehr im Besitz von Thomas A. Edison.
Die Edison Manufacturing Company filmte das Geschehen für ihr Kinetoskopgeschäft. Während der Aufnahmen des Films laufen immer wieder Menschen durch das Bild. Dies ist dadurch zu erklären, dass der Tötung etwa 1.500 Schaulustige beiwohnten. 
Der Film wurde später für mehrere Unterhaltungsprogramme wie Mr. Mike’s Mondo Video und für das Videospiel Assassin’s Creed II wiederverwendet.